# 피자 정리

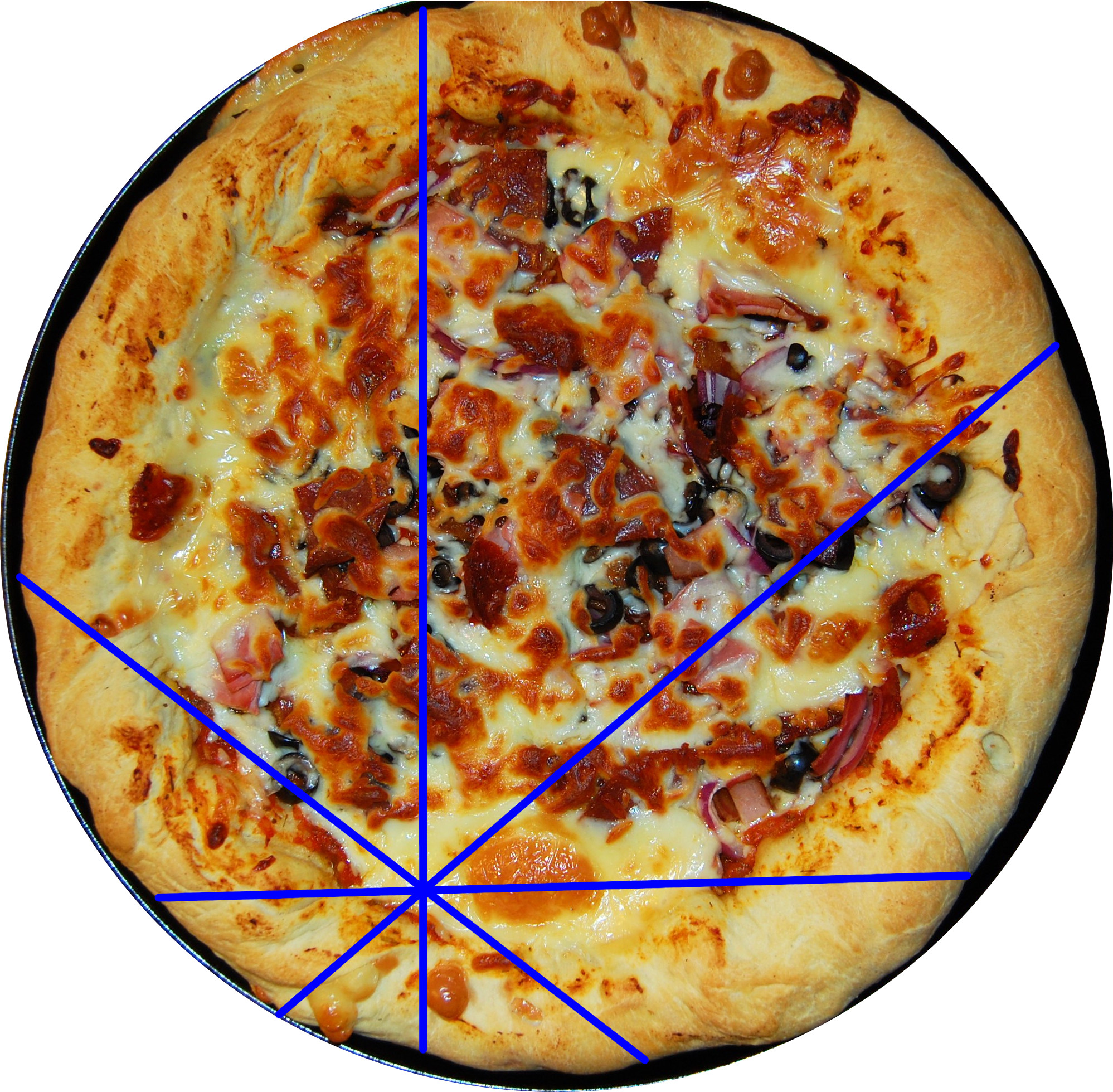

피자 정리(Pizza theorem)는 기초기하학에서 원판(디스크)을 특정 방식으로 분할할 때 발생하는 두 넓이의 동일성을 나타낸다.
이 정리는 전통적인 피자 슬라이스 기술을 모방하기 때문에 그렇게 불린다. 이는 두 사람이 8조각(또는 8보다 큰 4의 배수)으로 자른 피자를 공유하고 조각을 번갈아 가며 먹으면 중앙 절단 지점에 관계없이 각각 동일한 양의 피자를 얻게 된다는 것을 보여준다.

## 역사
피자 정리는 원래 업톤(Upton, 1967년)이 도전 문제로 제안했다. 마이클 골드버그(Michael Goldberg)가 이 문제에 대해 출판한 솔루션에는 섹터 넓이에 대한 대수식을 직접 조작하는 것이 포함되었다. 카터 & 웨건(Carter & Wagon, 1994a)은 해부를 통한 대안적 증거를 제공한다. 홀수 섹터의 각 조각이 짝수 섹터의 합동 조각을 갖고 그 반대의 경우도 가능하도록 섹터를 더 작은 조각으로 분할하는 방법을 보여준다. 프레더릭슨(Frederickson, 2012)은 모든 경우(섹터 수가 8, 12, 16, ...)에 대해 일련의 해부 증명을 제공했다.